# Diana Brunel
Diana Brunel (7 december 1981) is een tennisspeelster uit Frankrijk.
In 2006 kreeg ze een wildcard voor het damesdubbeltoernooi van Roland Garros waarmee ze eenmalig uitkwam op een grandslamtoernooi.